# Purgatorio - Canto terzo

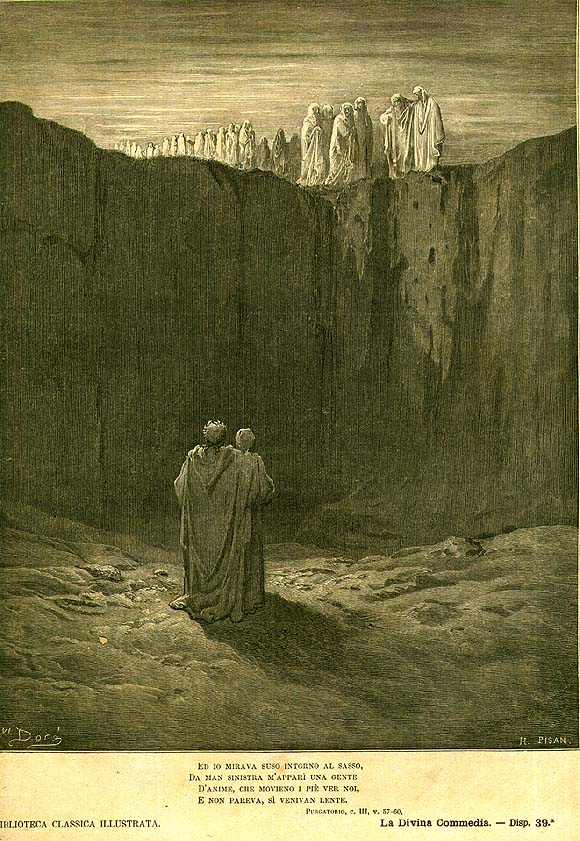
I poeti vedono una moltitudine di anime, illustrazione di Gustave Doré

Il canto terzo del Purgatorio di Dante Alighieri si svolge nell'Antipurgatorio, ove le anime dei contumaci (morti scomunicati) attendono di poter iniziare la loro purificazione; siamo nel mattino del 10 aprile 1300 (Pasqua), o secondo altri commentatori del 27 marzo 1300.

## Incipit
(Anonimo commentatore dantesco del XIV secolo)

## Sintesi del canto

### L'inizio della salita - versi 1-45
Dopo che le anime del purgatorio sono state severamente rimproverate da Catone per aver tardato il cammino di espiazione per ascoltare la canzone di Casella, Dante e Virgilio si avviano di corsa verso la montagna (e il commentatore Benvenuto ironizza stranamente su quel "currere per illam planitiem"). Virgilio è ancora pieno di rimorso per l'errore che ha commesso (quello di aver ascoltato anche lui la canzone di Casella).
Dante ad un tratto vede solo la sua ombra e non quella di Virgilio, e teme che il suo maestro lo abbia abbandonato. Ma non è così: infatti il  maestro gli spiega che il suo corpo fu portato da Brindisi a Napoli  (ossia nella sua tomba attuale). Ma soprattutto lo informa che la luce del sole, come passa per i cieli del paradiso senza trovare ostacoli, così passa attraverso le anime e non permette loro di fare ombra. Come poi esse, che sono immateriali, possano soffrire le pene del purgatorio e dell'inferno, questo non lo sa. Lo sa solo la virtù divina che però non vuole svelarci tutto perché se avessimo potuto saper tutto Maria non avrebbe avuto bisogno di partorire. Molti filosofi dell'antichità come Platone e Aristotele tentarono di conoscere tutto e ora il loro desiderio di conoscenza è diventato la loro pena eterna. E qui Virgilio si interrompe, e alquanto turbato (perché si sente chiamato in causa) non aggiunge altro.

### Gli scomunicati - versi 46-102

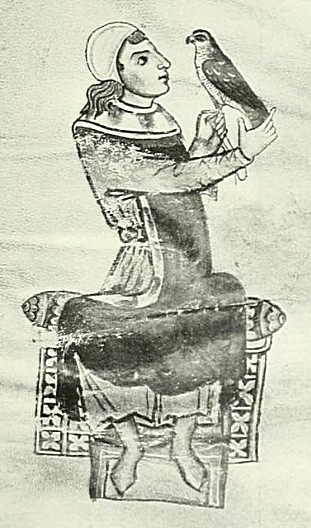
Ritratto medievale di Manfredi di Sicilia

Dante e Virgilio arrivano finalmente alla montagna del Purgatorio. Il problema è che è troppo ripida, così ripida che in confronto ad essa i dirupi più scoscesi che si trovavano sulla costa della Liguria ("tra Lerici e Turbia") sembrano delle scale facili da salire. Impossibilitati dunque a tentare la scalata, Dante e Virgilio provano a trovare una soluzione. Virgilio prova con la sua ragione e volge gli occhi verso il basso, mentre Dante guarda verso l'alto (e "da man sinistra") e scorge delle anime di penitenti. Dice al maestro che, se non riesce a trovare una soluzione da solo, forse è meglio chiedere alle anime dove la salita è meno ripida. Virgilio e Dante si dirigono verso il gruppo dei penitenti, che il Dante narratore paragona a un gregge. Questo "gregge" va molto lento e si trova a una grande distanza dai poeti. Dante scopre che queste anime sono gli scomunicati.
Si può notare in questa parte del canto come il ruolo di Virgilio quale guida per il pellegrino Dante venga a mancare. In effetti, ora il poeta latino si trova in un luogo che non ha mai visitato, a causa della sua pena divina (il restare nel Limbo). Sul piano allegorico, la Ragione, rappresentata da Virgilio, man mano che si avvicina a Dio, si smarrisce sempre più, poiché essa non è stata creata per comprendere il suo mistero (che, secondo Dante, è comprensibile solo per via diretta tramite l'estasi mistica, che proverà infatti nell'ultimo canto del Paradiso). L'azione giusta da compiere per avvicinarsi a Dio, quindi, non è il ragionare a testa bassa come fa Virgilio, bensì guardare verso l'alto, verso l'amore divino.

### Manfredi - versi 103-145
Tra gli scomunicati c'è un bel giovane con due ferite, una delle quali al petto, descritto come "biondo, bello e di gentile aspetto, ma l'un de' cigli un colpo avea diviso". Questo bel giovane chiede a Dante se lo ha mai visto. Dante risponde di non sapere chi sia e il giovane gli racconta la sua storia. Egli è Manfredi, figlio di Federico II e nipote di Costanza d'Altavilla. Manfredi cita la figlia Costanza, madre di Giacomo e Federico, rispettivamente re di Aragona e di Sicilia. Manfredi racconta "orribil furon li peccati miei" e di essere stato scomunicato da vari papi. Morì in battaglia nel 1266 a Benevento ma in punto di morte si pentì e il Signore lo perdonò mandandolo nel Purgatorio invece che all'Inferno. I papi invece non lo perdonarono, tanto che il vescovo di Cosenza, incaricato da papa Clemente IV, fece dissotterrare le sue ossa (Or le bagna la pioggia e move il vento), che furono poi trasportate a ceri spenti e capovolti, come nei funerali degli eretici, lungo il fiume Verde (identificabile secondo Benvenuto e molti altri critici moderni con il Liri o il Garigliano). 

Manfredi chiede a Dante di raccontare quello che ha detto a sua figlia Costanza e di dirle che lui stesso si trova nel Purgatorio, se altro si crede nel mondo dei vivi, e di chiederle di pregare per lui, perché più si prega per un'anima del Purgatorio più il tempo di espiazione diminuisce. Con Manfredi, i credenti riescono a capire la grande bontà di Dio che abbraccia tutti coloro che si sono pentiti in fin di vita.

## Analisi del canto
L'unità del canto III nasce non dalla presenza costante di un solo tema, ma dalla drammatica ed insistita contrapposizione di due motivi fra di loro complementari: il sentimento amaro della disunione e quello pacificante dell'unione. La disunione emerge nel senso di solitudine e di abbandono provato nella sequenza iniziale da Dante, nell'amara malinconia di Virgilio, nel ciglio spaccato di Manfredi e nella violenza della scomunica subita dal principe svevo. Il motivo dell'unione, invece, consiste nell'importanza data al rapporto fra l'anima ed il corpo, sentiti come unità inscindibili in quanto il corpo è destinato a risorgere nella gloria del cielo e a partecipare della beatitudine. Nel sentimento di unione rientrano anche l'umile disponibilità di Manfredi al pentimento e insieme l'infinita misericordia di Dio verso i peccatori. Questi temi che emergono dal montaggio sapiente delle varie sequenze.
Dante, quando non vede profilarsi l'ombra di Virgilio accanto alla sua, teme di essere abbandonato e si sente smarrito: questo comporta la coscienza della condizione precaria del pellegrino, che affronta una prova eccezionale e rivela il suo bisogno di protezione. Dante dà prova così della propria umiltà e anticipa la parte dell'episodio subito dopo dedicata a Virgilio. Da notare che la solitudine, la proterva affermazione di isolamento che caratterizza le anime dell'Inferno e fa parte della loro dannazione appare remota dalla condizione degli spiriti del Purgatorio. In questo luogo la sofferenza che conduce alla purificazione viene vissuta nella solidarietà reciproca: pertanto la disunione assume un carattere estraneo alla condizione delle anime e può apparire solo in quanto esperienza di chi non appartiene a questo mondo (i due pellegrini) o come ricordo di eventi terreni.
Il modo in cui Virgilio reagisce al dubbio di Dante, il suo modo di vivere il distacco dal proprio corpo e di affrontare la questione dei corpi aerei dei penitenti, il ricordo del Limbo sono tutte prove dei limiti della ragione, ma valicano il piano simbolico e contribuiscono a dare un nuovo, dolente profilo all'umanità di Virgilio. Egli, in sostanza, è il solo personaggio del canto che vive l'angoscia dell'esclusione: non solo il suo corpo non risorgerà per la gloria, e per questo egli vive l'amarezza del distacco, ma parallelamente la sua anima non potrà mai partecipare alla salvezza e pertanto gli è negata la prospettiva della speranza. Ma proprio questo velo di tristezza, il tono elegiaco con il quale egli esprime la sua consapevolezza conferiscono un profilo più umanamente drammatico alla sua figura, che acquisisce un'affettività paterna più intensa. Mentre appare diverso l'itinerario di Dante, volto a una meta definitiva di salvezza, il rapporto fra l'aiutante e il protagonista si fa più stretto, in quanto entrambi sperimentano la fragilità dei propri limiti.
Se Virgilio infatti sperimenta e sottolinea i limiti della Ragione, di cui egli stesso è il simbolo (State contenti, umana gente, al quia...), Dante, proprio grazie al richiamo di Virgilio compie un passaggio nel suo personale itinerario: avverte la necessità di superare l'esperienza stilnovistica e la filosofia del Convivio, che andrà inserita in una prospettiva più alta, quella della salvezza. D'altra parte, l'amarezza di Virgilio abbraccia l'insufficienza di tutta la cultura classica, di qui il suo accenno agli spiriti del Limbo: gli antichi presunsero troppo (come gli scomunicati), affidandosi solo alla forza della ragione. La sequenza si conclude con una sorta di intervallo, che ha la funzione di passaggio alla seconda ed essenziale parte del canto; in essa l'incertezza della strada, l'incontro con la schiera degli scomunicati (perder tempo a chi più sa più spiace...) e la similitudine delle pecorelle, accostando elementi di smarrimento ed altri di mansueta accettazione, approfondiscono il clima ascetico penitenziale.
Il primo degli spiriti salvati con il quale Dante stabilisce un colloquio è un grande peccatore, scomunicato dalla Chiesa per le sue colpe: Manfredi di Svevia. Ma il poeta non pone la sua attenzione sugli elementi di disunione, bensì sulla misericordia di Dio, che dona gratuitamente la salvezza di fronte alla conversione sincera del cuore, compiutasi in un istante, fuori dalla dimensione umana del tempo. Il poeta, sottolineando il rapporto diretto dell'anima con Dio, tende a superare l'aspetto giuridico del comportamento della Chiesa e a vanificare la validità della scomunica. Ciò rivela l'atteggiamento ideologico di Dante e trova un suo fondamento nella realtà, nella cronaca del tempo. Certo, egli ha scelto il personaggio per le sue doti di liberalità, di cultura, per le sue convinzioni contrarie al potere ecclesiastico; ma ciò che restituisce il fascino poetico di Manfredi è il suo passaggio dalla superbia all'umiltà, dalla polemica al rasserenato perdono. Egli appare nella presentazione con tutti i caratteri del cavaliere (biondo, bello, gentile), ma la sua non è una storia di trionfo guerriero, bensì di sconfitta.
Sconfitto dai suoi nemici, subisce l'umiliazione e l'esperienza del perdono, ci appare già profondamente spiritualizzato. In lui restano le virtù gentili del cavaliere, si manifesta l'affettuosità del padre e soprattutto si afferma l'altezza dell'umiltà. Proprio l'umiltà di cuore l'aiuta a trascendere il risentimento, a superare la malinconia per quel suo corpo offeso e perseguitato. Il tema del corpo non è per lui motivo di avvertire la disunione; egli sa che un giorno esso risorgerà insieme a quelli di tutti i salvati: da qui la sua elegia dolente ma contenuta; da qui il suo sorriso (Poi sorridendo disse...), che lo distingue dalla malinconia di Virgilio. Anche lui, per effetto della scomunica, era divenuto un emarginato come Virgilio e le anime del Limbo, ma l'umiltà gli ha aperto le vie della speranza. E nella speranza trova fondamento quel suo spirito di comunione, che si dilata dal mondo ultraterreno fino a quello terreno con la riconsacrazione della famiglia, quando egli ricorda la sua santa ava Costanza, già beata in cielo, e la figlia Costanza alla quale si volge il suo pensiero paterno.